# Suzuki Kei
La Kei est une voiture, appartenant à la catégorie keijidōsha, du constructeur automobile japonais Suzuki produite entre 1998 et 2009.
De 1999 à 2006, Suzuki a produit le Mazda Laputa, une version OEM de la Suzuki Kei.